# Acantharchus

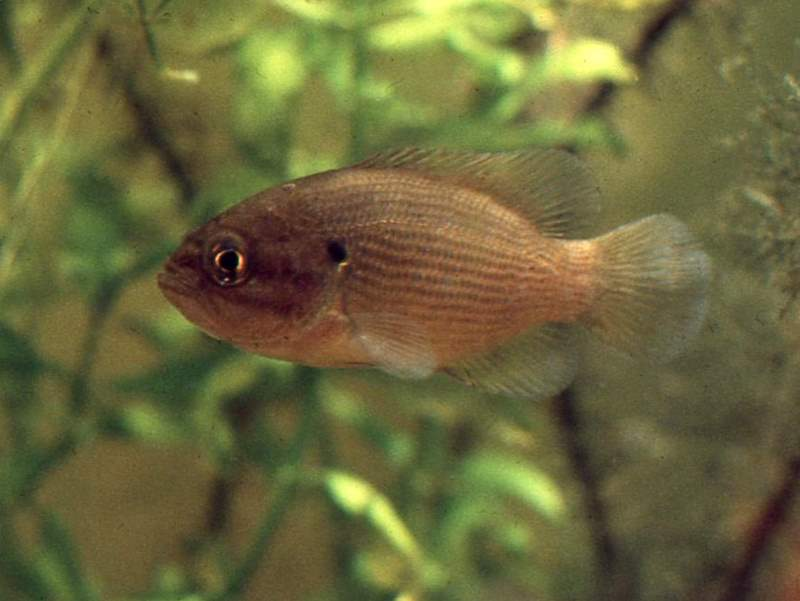
Acantharchus pomotis in een aquarium

Acantharchus is een geslacht van zoetwatervissen met één soort: Acantharchus pomotis.

De vissoort hoort tot de familie van de zonnebaarzen (Centrarchidae) en de orde Perciformes.

## Verspreiding en leefgebied
Deze vissoort komt wijd verspreid voor in zoet water in de oostelijke kustgebieden van Noord-Amerika tussen New York en Florida.

## Kenmerken
Het is een vrij kleine vis (gemiddeld 14 cm lang, maximaal 21 cm) die zich bij voorkeur ophoudt in kleine, met waterplanten begroeide wateren met een modderbodem.

## Naamgeving
Acantharchus pomotis werd in 1855 beschreven in het geslacht Centrarchus, maar is later afgesplitst en kreeg de geslachtsnaam Acantharchus, een naam die is afgeleid van het Griekse άκανθα (doorn) en άρχος (heerser).